# Watson (Illinois)
Watson – wieś w Stanach Zjednoczonych, w stanie Illinois, w hrabstwie Effingham.